# Часник
Часник је био лице које је вршило неку почасну или вишу службу.

## Историја
Часник је био назив за изабраног члана неког управног одбора, предсједништва збора, скупштине, конгреса и сл. Назив се користио и за чиновника односно државног службеника. Данас се овај назив користи сасвим ријетко.
Предсједништво Народне скупштине Краљевине Србије се називало часништвом, а у његов састав су обично улазили: предсједник, потпредсједници и секретари. При часништву Сената постојао је и квестор (домаћин).
Часник може такође да означава дјевера, кума или старог свата у сватовима. Данас се ова ријеч углавном употребљава у Хрватској као назив за официра.